# Roman Sejkot
Roman Sejkot (* 30. října 1963 ve Vodňanech) je český umělec a fotograf, který se specializuje na fotografii tance, divadelních představení a výtvarné akty. Jeho práce byla vystavena v různých galeriích, včetně Národní galerie Praha, Veletržního paláce. V roce 1994 získal ocenění World Press Photo.

## Životopis
Roman Sejkot se narodil 30. října 1963 ve Vodňanech. Studoval gymnázium ve Strakonicích a poté Matematicko-fyzikální fakultu Univerzity Karlovy v Praze (1981–1986), Fakultu žurnalistiky Univerzity Karlovy (1982–1984) a Filmovou a televizní fakultu Akademie múzických umění v Praze (1984–1988).
Je profesionálním fotografem a má bohaté zkušenosti z různých médií. Pracoval jako fotoreportér pro ČTK, redaktor nakladatelství PRESSFOTO a fotograf a obrazový redaktor v týdeníku FÓRUM, Občanském deníku, Českém deníku a deníku PROSTOR. Absolvoval také stáž v německé agentuře JOKER. Od roku 1992 je samostatným fotografem. Sejkot se specializuje na uměleckou, reportážní a reklamní fotografii. Jeho práce byla oceněna na mezinárodní úrovni. V celosvětové soutěži profesionálních fotografů World Press Photo získal v roce 1994 třetí místo v kategorii Sports Stories. Bylo to za sérii snímků Bronislava Zemka, muže s Downovým syndromem, který překonává svůj strach z vody. Jeho fotografie byly také oceněny na francouzském mezinárodním fotografickém festivalu Les Rencontres D'Arles, Photographie, kde obdržely cenu KODAK EUROPEAN PANORAMA.
Sejkot působil jako pedagog na Pražské fotografické škole (1991–1994), Fakultě sociálních věd Univerzity Karlovy (1992–1995) a Fakultě multimediálních komunikací Univerzity Tomáše Bati ve Zlíně (2003–2004). Od roku 2009 působí na Fakultě elektrotechnické Českého vysokého učení technického v Praze. Kromě toho je Sejkot členem Asociace profesionálních fotografů ČR, Prague House of Photography a Spolku výtvarných umělců Mánes. Jeho práce byly zahrnuty v publikaci Photographers Encyclopaedia International, 1839 to the Present. Vystavoval po celém světě.
Sejkotova práce byla publikována v různých publikacích, včetně časopisu FotoVideo, kde byl pravidelným přispěvatelem. Vydal také několik knih, včetně "Tanec" a "Divadlo".

## Tvorba
Roman Sejkot se neomezil pouze na jednu oblast fotografie. Jeho tvorba zahrnuje různé žánry a styly, od umělecké až po reportážní a dokumentární fotografii. Jeho práce se vyznačuje estetickou hodnotou a silným vizuálním výrazem.
Když jsem byl malý kluk, před asi 40 lety, sbíral jsem známky. Nejvíce se mi líbily ty s obrázky starověké černofigurové keramiky, metodou používanou Řeky v 6. století př. n. l. k zobrazení mytologických epizod.

Lidská paměť je jako vrstvení geologických vrstev a umělecké dílo je geologickým vrtáním do podvědomí.
Málokdo ví o životě svých praprarodičů. Základní vlastností informace je její přechodná povaha. Informace mizí jako blesk. Nic není schopno ji zachovat. Stejně jako víme o lidech žijících před 10 000 lety, tolik se o nás bude vědět za 10 000 let.

Nevěřím v Boha. Věřím v existenci kosmické inteligence. Život na planetě Zemi je projevem její hravosti.
Roman Sejkot

## Výstavy
V roce 2022 se jeho fotografie objevily na několika výstavách v Praze. První z nich se konala v Salónu Koncept Letná v Praze 7, kde byly vystaveny jeho aktové fotografie. Druhá výstava se konala v Galerii Art Mozaika, kde byly vystaveny jeho fotografie s tematikou erotiky. V říjnu a listopadu 2022 se Roman Sejkot objevil na aukční výstavě výtvarného a fotografického salonu v Praze.
- SEJKOT prvně na Sedmičce, 26. října 2022 – 22. listopadu 2022, SALÓN - Koncept Letná, Praha 7
- AKTA EROTIKA, 15. srpna 2022 – 15. září 2022, Galerie Art Mozaika, Praha
- Galerie Art Mozaika, 1. srpna 2022 – 9. září 2022, 1. aukční výtvarný a fotografcký salon